# 2012 HZ84
2012 HZ84, também escrito como 2012 HZ84, é um objeto transnetuniano (TNO) que está localizado no cinturão de Kuiper, uma região do Sistema Solar. Ele é classificado como um cubewano. O mesmo possui uma magnitude absoluta de 10,1 e tem um diâmetro com cerca de 42 km.

## Descoberta
2012 HZ84 foi descoberto no dia 17 de abril de 2012 pelo New Horizons KBO Search.

## Órbita
A órbita de 2012 HZ84 tem uma excentricidade de 0,203 e possui um semieixo maior de 46,084 UA. O seu periélio leva o mesmo a uma distância de 36,710 UA em relação ao Sol e seu afélio a 55,458 UA.